# Greater Manchester Police

Area di responsabilità sulla mappa della Greater Manchester Police

La Greater Manchester Police (GMP, Polizia della Grande Manchester) è la forza di polizia territoriale inglese responsabile del mantenimento dell'ordine pubblico nella Grande Manchester. È la quarta più grande forza di polizia britannica dopo il Metropolitan Police Service, La Police Scotland e il Police Service of Northern Ireland. La GMP è stata creata nel 1974 dalla fusione di parti del Lancashire Constabulary con la Manchester and Salford Police.
A partire da marzo 2020, la GMP aveva uno staff di 7.000 ufficiali, 350 volontari, 606 agenti di supporto alla comunità e 2.691 personale di polizia. La sua sede principale si trova a Newton Heath, nella città di Manchester.

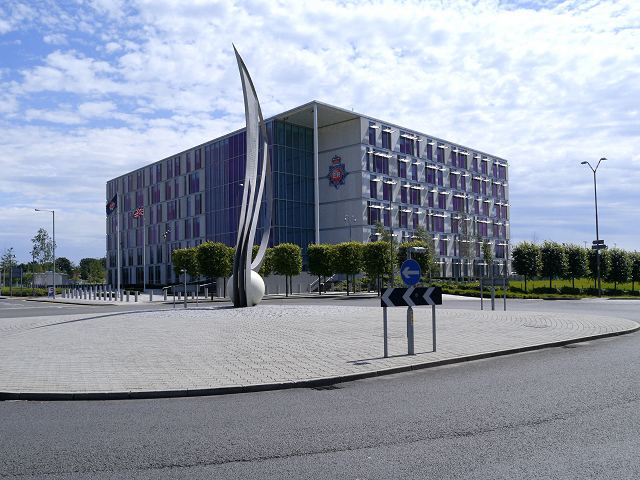
Quartier generale della polizia a Manchester
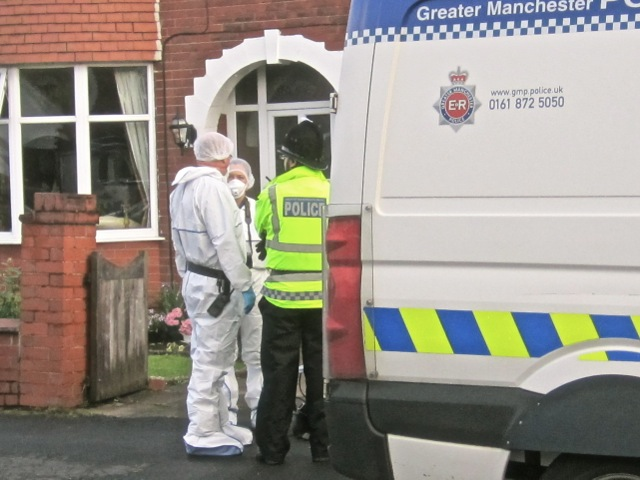
Squadra investigativa della GMP sulla scena del crimine
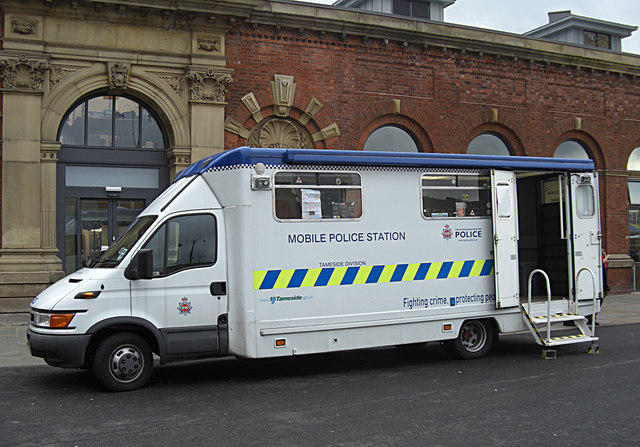
Unità mobile della GMP
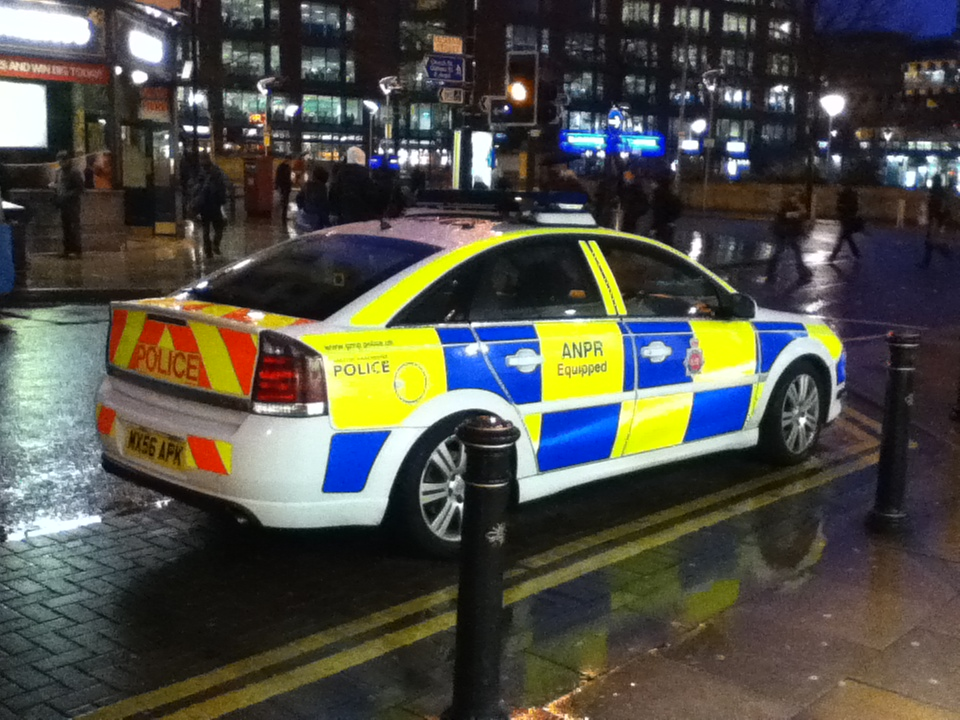
Auto della GMP Vauxhall Vectra
- Videoclip che mostra l'intervento della GMP durante i disordini a Salford

## Capi della polizia
- 1974–1976: William James Richards
- 1976–1991: Sir James Anderton
- 1991–2002: Sir David Wilmott
- 2002–2008: Michael J. Todd
- 2008–2015: Sir Peter Fahy
- 2015–in carica: Ian Hopkins